# نوكيا 5700

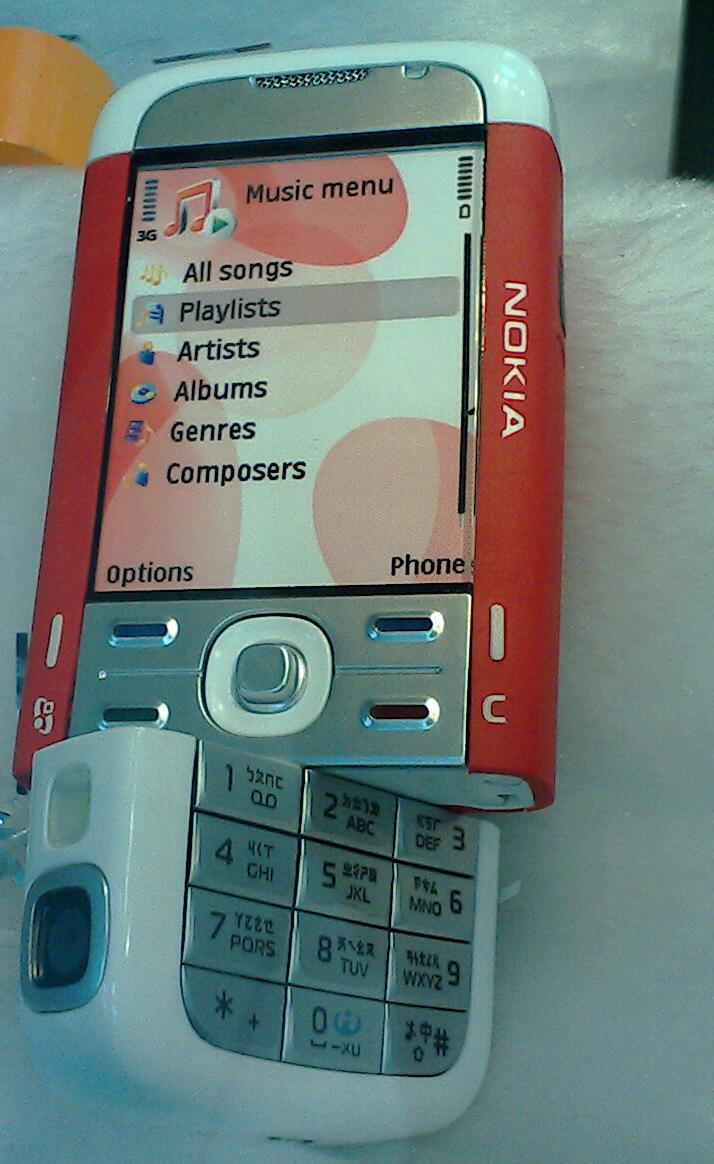
نوكيا 5700

نوكيا 5700 هو أحد أجهزة نوكيا، شركة الهواتف والتقنية النقالة. يأتي هذا الجهاز مع شاشة نوعها 320 * 240 24-بت (16 مليون) لون. قابل للفتل... حيث يأخذ نفس مواصفات نوكيا 3250 ,ولكنه مزود بخاصية الاتصال المرئي (فيديو كول) تم إصدار هذا الجهاز في 2007. أما بالنسبة لوضعية إنتاجه الحالية فلا يزال يُنتج. تقنيته/تردده هي UMTS/GSM/EDGE. جيل الجهاز هو BB5.0. عامل الشكل (التصميم) للجهاز هو «قطعة حلوى/ ملوي». الجهاز يحتوي على كامير نوعها: 2.0 ميغابيكسل.